# Яблунівка (Старосинявська селищна громада)
Яблуні́вка — село в Україні, у Старосинявській селищній громаді Хмельницького району Хмельницької області. Населення становить 217 осіб.

## Історія
Назва Яблунíвка вказує на наявність у селі великої кількості яблунь, посесивна назва: можливо, поселення було власністю поміщиків Яблоновських. Яблоновка (1862), Яблуновка (1915), Яблунівка (1940).
7 (20) листопада 1917 року, відповідно до Третього Універсалу Української Центральної Ради, увійшло до складу Української Народної Республіки.
1 листопада 1921 року під час Листопадового рейду під Яблунівкою стався бій між Подільською групою (командувач Михайло Палій-Сидорянський) Армії Української Народної Республіки та 7-м кавалерійським полком (командир Ілля Дубинський) 1-ї бригади 2-ї кавалерійської дивізії московських військ, який переслідував групу.
12 червня 2020 року, відповідно до розпорядження Кабінету Міністрів України № 727-р «Про визначення адміністративних центрів та затвердження територій територіальних громад Хмельницької області», увійшло до складу Старосинявської селищної громади.
19 липня 2020 року, в результаті адміністративно-територіальної реформи та ліквідації Старосинявського району, село увійшло до складу новоутвореного Хмельницького району.

## Населення

### Мова
Розподіл населення за рідною мовою за даними перепису 2001 року:
| Мова       | Кількість | Відсоток |
| ---------- | --------- | -------- |
| українська | 216       | 99.54%   |
| російська  | 1         | 0.46%    |
| Усього     | 217       | 100%     |